# Star Model B
Star Modelо B — испанский самозарядный пистолет.

## История
Пистолет был разработан на основе конструкции Colt M1911A1 (тем не менее, их детали не являются взаимозаменяемыми) и его производство было начато перед началом Второй мировой войны на оружейной фабрике в Эйбаре.
Особенностью конструкции Star B является возможность крепления к нижней части тыльной стороны рукоятки деревянной кобуры-приклада.
После окончания второй мировой войны в 1945 году были разработаны новые модели этого пистолета, предназначенные на экспорт.

## Варианты и модификации
- Star B обр. 1924 года — первый вариант пистолета (созданный на основе конструкции Colt M1911), в производстве с 1924 до 1931 года
- Star B обр. 1931 года — второй вариант пистолета (созданный на основе конструкции Colt M1911A1), в производстве с 1931 до 1983 года
- Star B Super — модель 1946 года. Вместо серьги используется фигурный паз для запирания. Оружие оснащено магазинным предохранителем. Вместе с ручным предохранителем имеется декокер. Стала использоваться единая втулка, как на пистолете ТТ. В производстве находился до 1983 года.
- Star Starlight — модель с рамкой из алюминиевого сплава (что позволило снизить массу пистолета)[2]

## Страны-эксплуатанты
- Болгария — заказаны 18 тыс. пистолетов, в период с 9 сентября 1943 до 23 марта 1944 года было фактически поставлено 15 тыс. пистолетов[3].
- Вторая Испанская Республика — после начала войны в Испании в 1936 году, Эйбар поддержал правительство Испанской республики. Для вооружения сформированных в городе отрядов и подразделений республиканцев использовали имевшееся в распоряжении оружие (в том числе, пистолеты, находившиеся на складе оружейного завода). В дальнейшем, выпуск пистолетов для республиканцев продолжался до тех пор, пока в 1937 году город не заняли франкисты[3]
- Франкистская Испания — использование пистолетов имело место с начала войны, но стало массовым после того, как в 1937 году оружейный завод перешёл под контроль франкистов[3]
- Нацистская Германия — в 1942 году были заказаны 35 000 шт. пистолетов, из которых с 1943 до лета 1944 года немецкой стороне было поставлено 33 712 шт.[4] Большинство пистолетов, получивших немецкое наименование Pistole Star Modell B (.08), поступило на вооружение войск СС, некоторое количество использовали в качестве личного оружия сотрудники SD[1]
- США — импортировались и продавались на внутреннем рынке США[5][2]
- Украина — после провозглашения независимости Украины, в распоряжении министерства обороны Украины оказались склады мобилизационного резерва, где хранилось трофейное оружие Великой Отечественной войны. В соответствии с решением Кабинета министров Украины оружие было признано избыточным и разрешено к продаже. По состоянию на 14 июля 2005 года, на хранении министерства обороны имелось 1100 шт. 9-мм пистолетов «Стар Б»[6]; по состоянию на 15 августа 2011 года, на складах министерства обороны оставалось 520 шт. пистолетов[7]
- Федеративная Республика Германия — 9500 шт. было закуплено для полиции Нижней Саксонии. Эти пистолеты получили дополнительное клеймо «L.P.N.»[3]
- ЮАР — после введения ООН 4 ноября 1977 года эмбарго на поставки оружия в ЮАР, некоторое количество пистолетов было закуплено в Испании (Испания не присоединилась к эмбарго)[3]